# Across the Night
Across the Night è un singolo del gruppo musicale australiano Silverchair, pubblicato nel 2003 ed estratto dall'album Diorama.

## Tracce
- CD (AUS)

1. Across the Night
2. Tuna in the Brine (demo)
3. One Way Mule (demo)
4. Luv Your Life (demo)
5. Across the Night (demo)